# キム・ジェギ
キム・ジェギ（朝鮮語: 김재기、1968年7月7日 - 1993年8月11日）は、大韓民国の歌手。
『復活』4代目の歌手でもあったキム・ジェヒの兄であり、また同バンドの3代目歌手でもあった。
もともとロックバンド『New Little Sky』の歌手を務めていたが、兵役により軍に入隊し、除隊後『復活』に迎えられた。

## 死去
車を運転していたところ、交通事故により24歳で死去した。

## その他の項目
- ソ・ジェホ